# 托爾山
47°27′20″N 11°26′17″E / 47.4556°N 11.43793°E

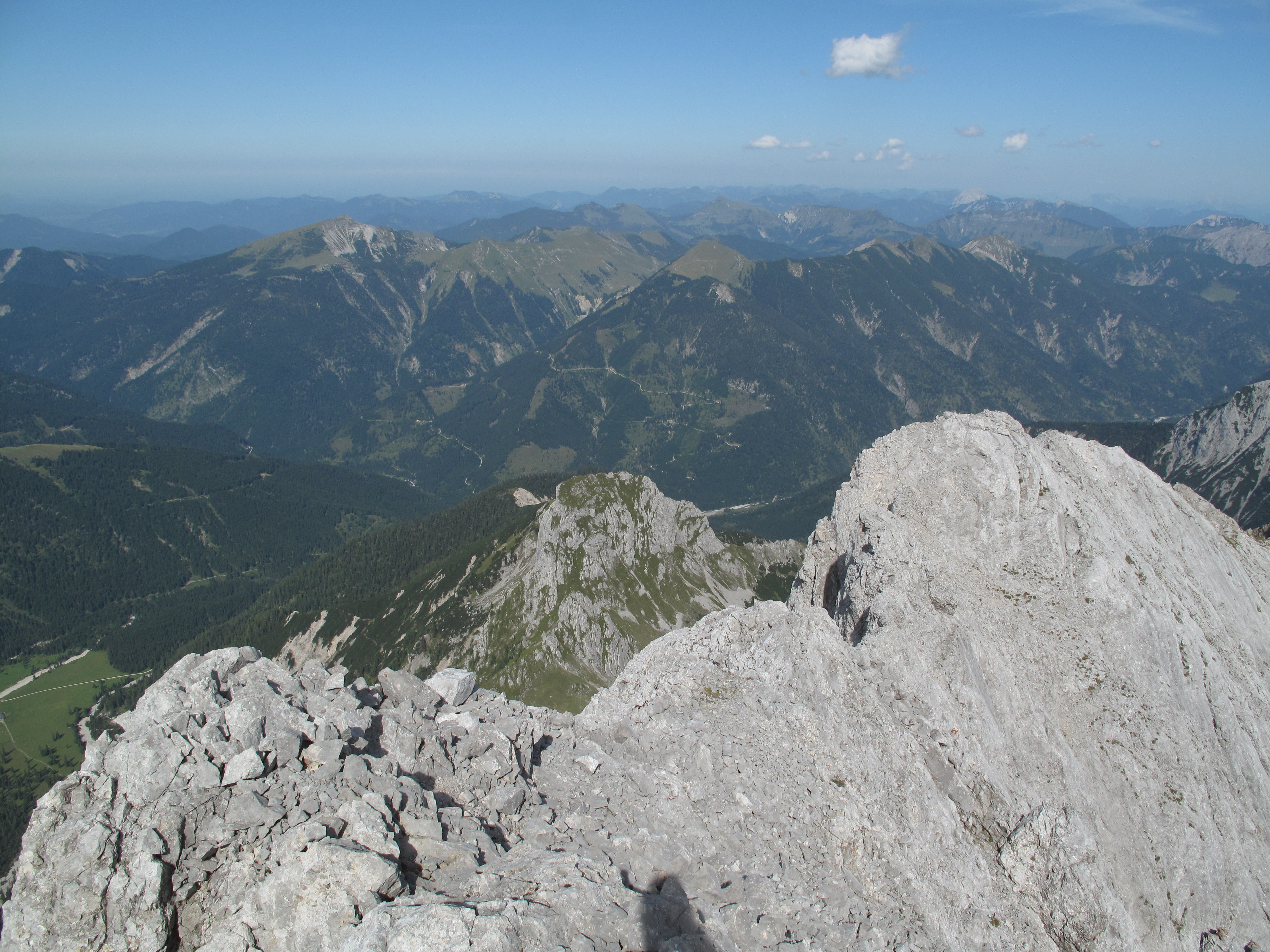

托爾山（德語：Torkopf），是奧地利的山峰，位於該國西部，由蒂羅爾州負責管轄，屬於卡爾文德爾山脈的一部分，距離東卡文德爾峰0.8公里，海拔高度2,014米。